# Aliance čtyř
Aliance čtyř nebo čtyřspolek (anglicky Quadruple Alliance) z roku 1813 byla dohoda mezi čtyřmi evropskými velmocemi Spojeným královstvím, Ruskem, Pruskem a Rakouskem. Jejím cílem bylo řešit následky napoleonských válek a vytvořit vojenskou alianci proti Napoleonovým výbojům.
Obnovena byla smlouvou podepsanou v Paříži dne 20. listopadu 1815.
Přijetím Francie na kongresu v Cáchách v roce 1818 se z ní stala aliance pěti (Quintuple Alliance).
Základním cílem této smlouvy bylo nastolit mír a rovnováhu sil v Evropě. Čtyři tehdejší vojenské a politické mocnosti se dohodly poprvé v historii na uskutečňování principu non-intervence. Ten se realizoval během Belgické revoluce v roce 1830, kdy se Francouzská armáda zastavila na hranicích Belgie a velmoci zvolily postup nevměšování mezi belgické a nizozemské vojenské síly.
Jedním z důležitých aktérů a vyjednavačem tohoto procesu byl Charles Maurice de Talleyrand-Périgord, který ji také jménem Francie v roce 1830 znovu potvrdil i podepsal. Tím se završil delší kontinuální proces změny politiky násilí na politiku vyjednávání a zachovávání míru mezi zúčastněnými signatáři až do období Krymské války.